# Prepucioplastia

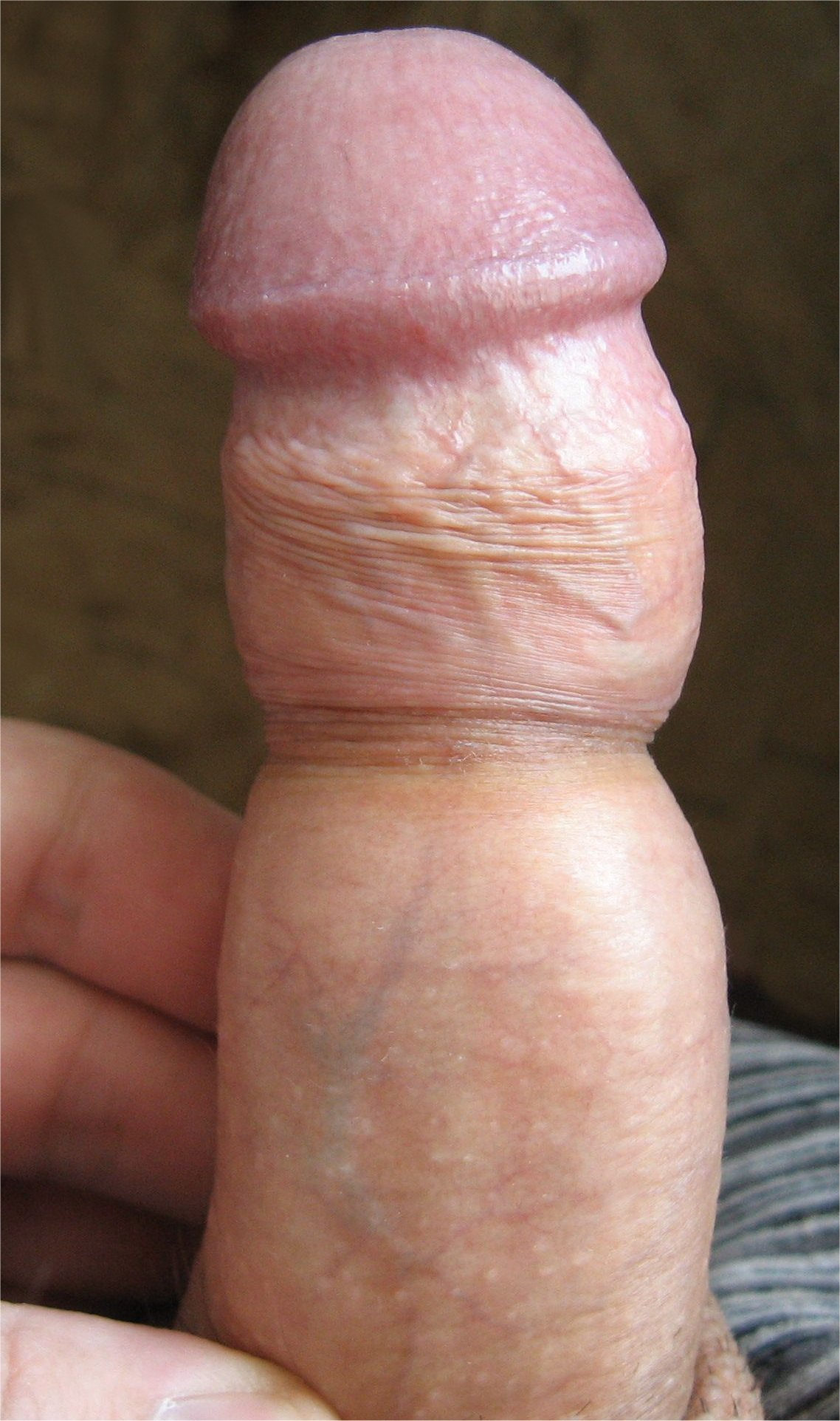
Prepúcio fimótico de glande retraída com estenose criando uma "cintura".

Prepucioplastia é um termo médico para a cirurgia plástica do prepúcio do pênis. É uma alternativa mais conservativa do que a circuncisão tradicional e corte dorsal, para o tratamento da estenose prepucial ou fimose. Isto porque torna a retracção possível sem a retirada do prepúcio. As suas maiores vantagens são: maior rapidez, recuperação menos dolorosa, apresenta menor taxa de mortalidade e permite a preservação do prepúcio e consequentemente a preservação das suas variadas funções (protecção, erógena e fisiológico-sexual).
A circuncisão devido à indicação médica é realizada sob anestesia geral como uma cirurgia ambulatorial. Durante o processo o bloqueio anestésico local de ação prolongada pode ser administrado para reduzir a dor pós-operatória. A circuncisão não é uma cirurgia simples. A cicatrização pode demorar por 10 dias, com desconforto por muitos dias.